# Луц, Берта
Берта Мария Юлия Луц (Лутц, порт. Bertha Maria Júlia Lutz; 2 августа 1894, Сан-Паулу — 16 сентября 1976, Рио-де-Жанейро) — бразильский зоолог, общественный деятель, политик и дипломат. Луц — ведущая фигура как в панамериканском феминистском, так и в правозащитном движении.
Сыграла важную роль в обеспечении женского избирательного права в Бразилии. Представляла свою страну на конференции Организации Объединённых Наций и подписала её Устав.
Помимо политической деятельности, работала зоологом в Национальном музее Бразилии, специализировалась на ядовитых лягушках-древолазах. Её именем названы три вида лягушек и два вида ящериц.

## Биография

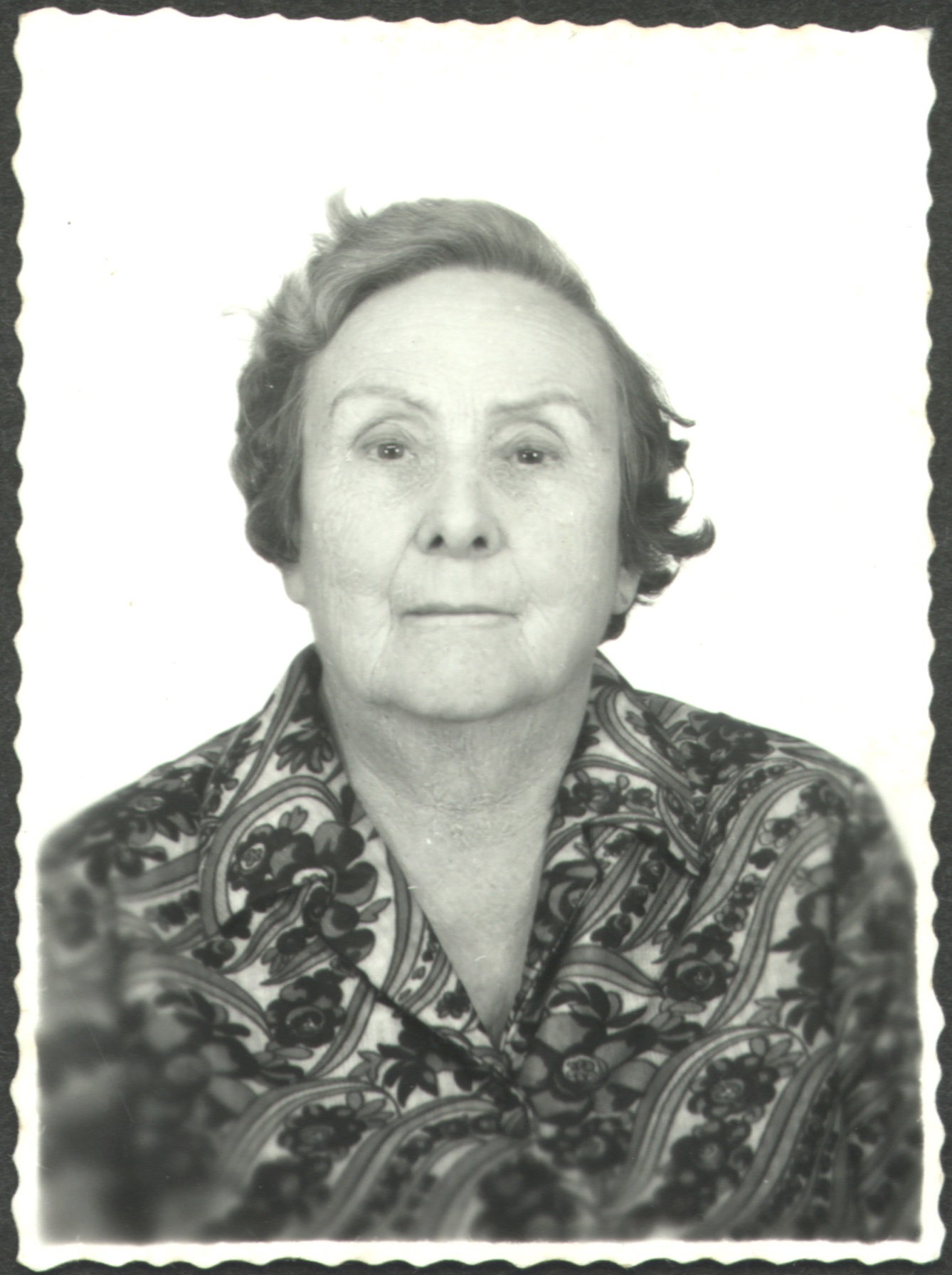
Берта Луц в пожилом возрасте

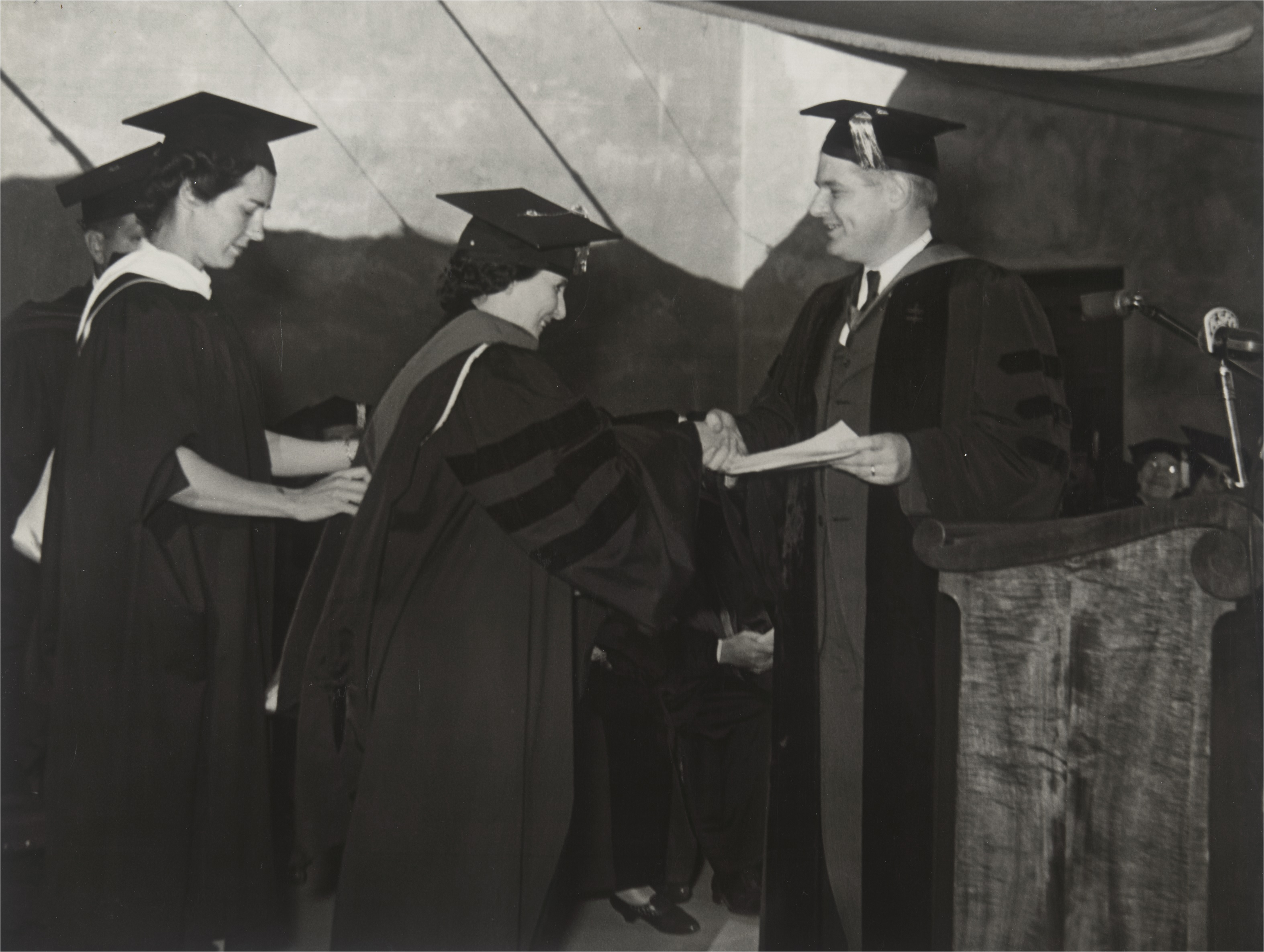
Берте Луц вручают степень почётного доктора

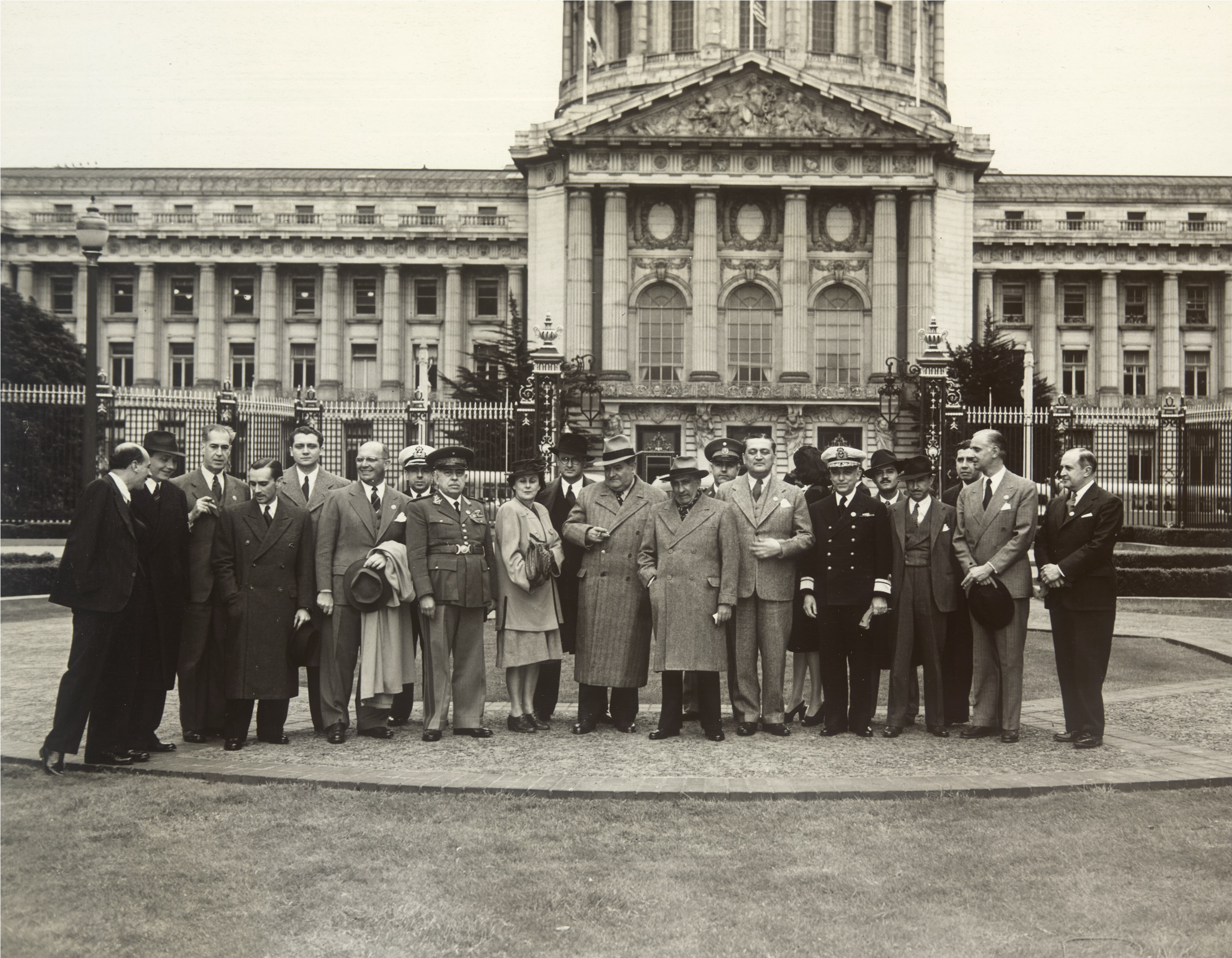
Луц на Сан-Францисской конференции

Берта Лут родилась в Сан-Паулу. Её отец, Адольфо Луц (1855—1940), был первым врачом и эпидемиологом швейцарского происхождения, а мать, Эми Мари Гертруда Фаулер, работала британской медсестрой. В 1918 году Берта окончила Парижский университет Сорбонны по специальности естественные науки, с углублённым изучением биологии и зоологии. Вскоре после получения степени бакалавра она вернулась в Бразилию. Умерла в 1976 году на 83 году жизни.

## Карьера
- 1918 год — научная деятельность, изучение амфибий.
- 1919 год — основание Лиги интеллектуальной эмансипации женщин; представительство Бразилии на Международном конгрессе трудящихся женщин и в Женском международном совете Международной организации труда.
- 1922 год — создание бразильской Федерации прогресса женщин, боровшейся за право голоса и другие свободы для женского населения. Участие в Панамериканской конференции женщин[англ.] в Балтиморе[5].
- С 1925 года — президентство в Межамериканском союзе женщин.
- 1931 год — вклад в завоевание всеобщего избирательного права в Бразилии.
- 1933 год — получение диплома юриста.
- 1935 год — баллотирование в Национальный конгресс Бразилии, становление президентом конгресса после смерти Кандид Песоа[6][7]

## Научные работы
- «Наблюдения по истории жизни бразильской лягушки» (1943)
- «Примечательный лягушачий хор в Бразилии» (1946)
- «Новые лягушки с горы Итатия» (1952)